# Zespół odwróconej perfuzji tętniczej

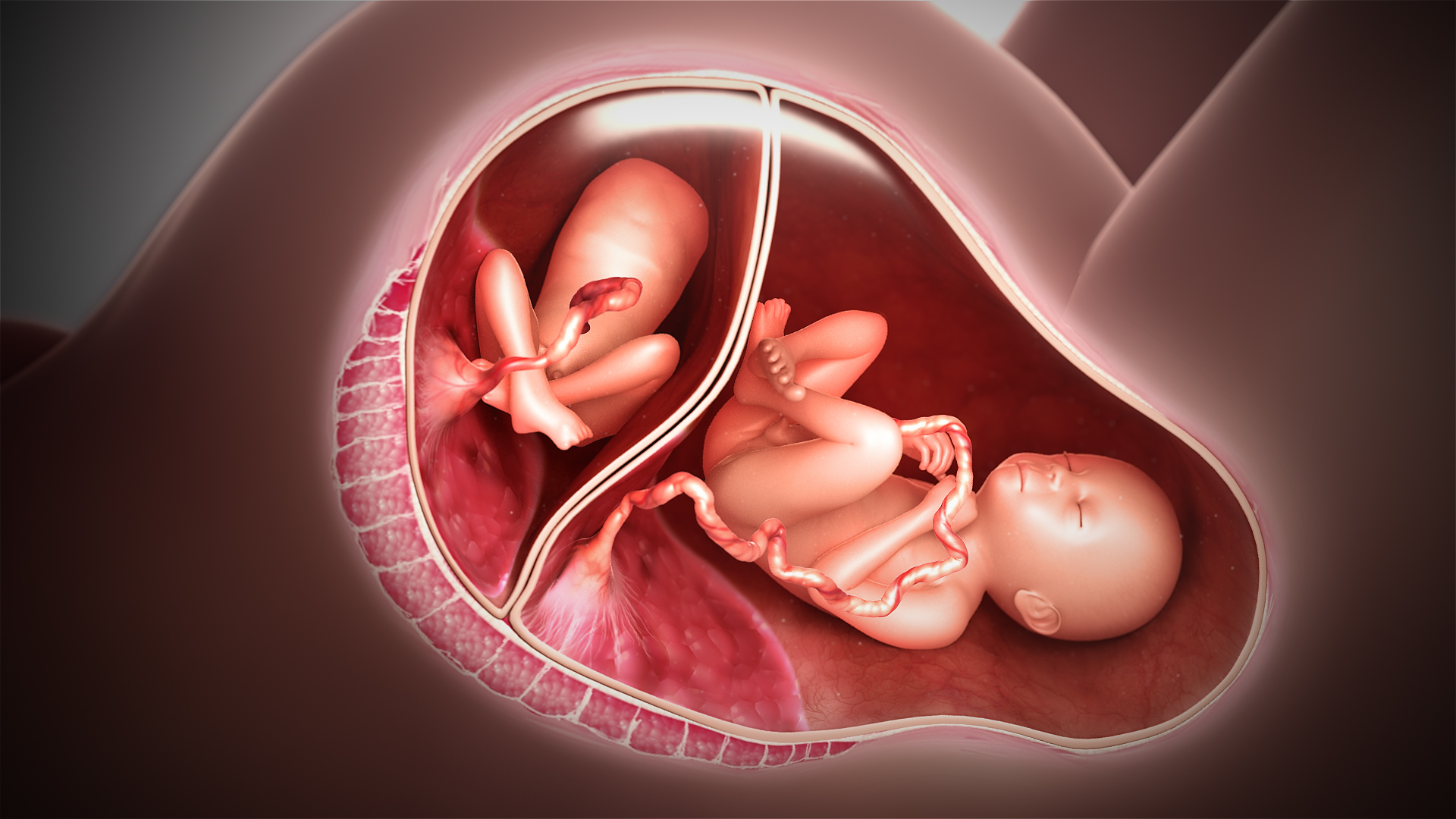
Zespół odwróconej perfuzji tętniczej

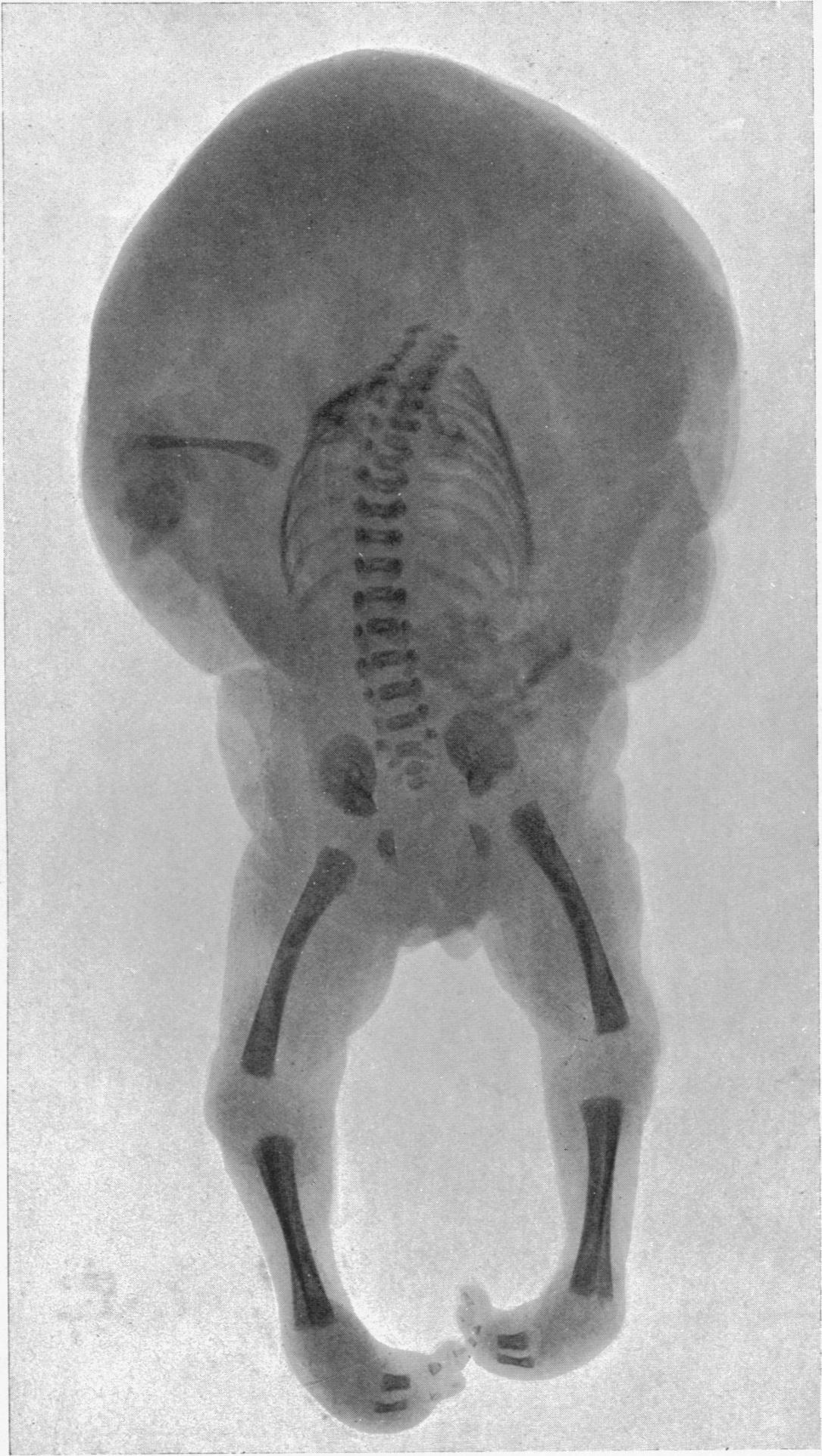
Historyczne zdjęcie rentgenowskie bliźniaka bezsercowego (ilustracja z pracy Reginalda Gladstone'a, 1905)

Zespół odwróconej perfuzji tętniczej, zespół odwróconego kierunku przepływu krwi, TRAP (od ang. twin reversed arterial perfusion) – niezwykle rzadki zespół wad wrodzonych (lub sekwencja), spotykany jedynie w ciążach wielopłodowych. Groźne powikłanie ciąż mnogich jednokosmówkowych. Określany bywa również jako akardia (łac. acardia), acardius acephalus, acardiac twinning. Przypuszcza się, że przyczyną zespołu jest nieprawidłowe unaczynienie wspólnego łożyska – powstanie w pierwszym trymestrze ciąży tętniczo-tętniczych anastomoz naczyniowych w obrębie płytki kosmówkowej, prowadzących do transfuzji między bliźniakami. W zespole tym jeden płód określany jest jako bliźniak dawca lub bliźniak pompujący (autosite), a drugi jako bliźniak bezsercowy (acardiac twin, omphalosite). 
Częstość zespołu określa się na 1:35 000 ciąż, 1:100 ciąż bliźniaczych monozygotycznych, opisywano też przypadki u trojaczków i czworaczków.

## Historia
Najstarszy opis akardii pozostawił w 1533 roku Benedetti. Opisał on patologiczny, bezpostaciowy twór i błędnie zinterpretował go jako zaśniad. W 1832 roku Gurlt wprowadził termin fetus amorphus na określenie wad występujących u bydła. Geoffrey Saint Hilaire jako pierwszy użył pojęcia acardia. Szczegółowe opisy zespołu przedstawiono pod koniec XIX wieku. Były to m.in. prace Ahlfelda, Fishera, Kronera, Förstera, Hirsta i Taruffiego. Ahlfeld jako pierwszy zwrócił uwagę na rolę unaczynienia łożyska w patogenezie wady. Schatz w 1898 przeprowadził podział wady na typ hemiacardius i holoacardius. Das w 1902 wyróżnił cztery typy: acardius acephalus, acardius amorphus (anideus), acardius acormus i acardius anceps (paracephalus). Piąty typ w tej klasyfikacji, acardius myelacephalus, dodali Simonds i Gowen w 1925 roku. Van Allen i wsp. w 1983 roku wprowadził termin twin reversed arterial perfusion sequence.

## Etiologia i patogeneza

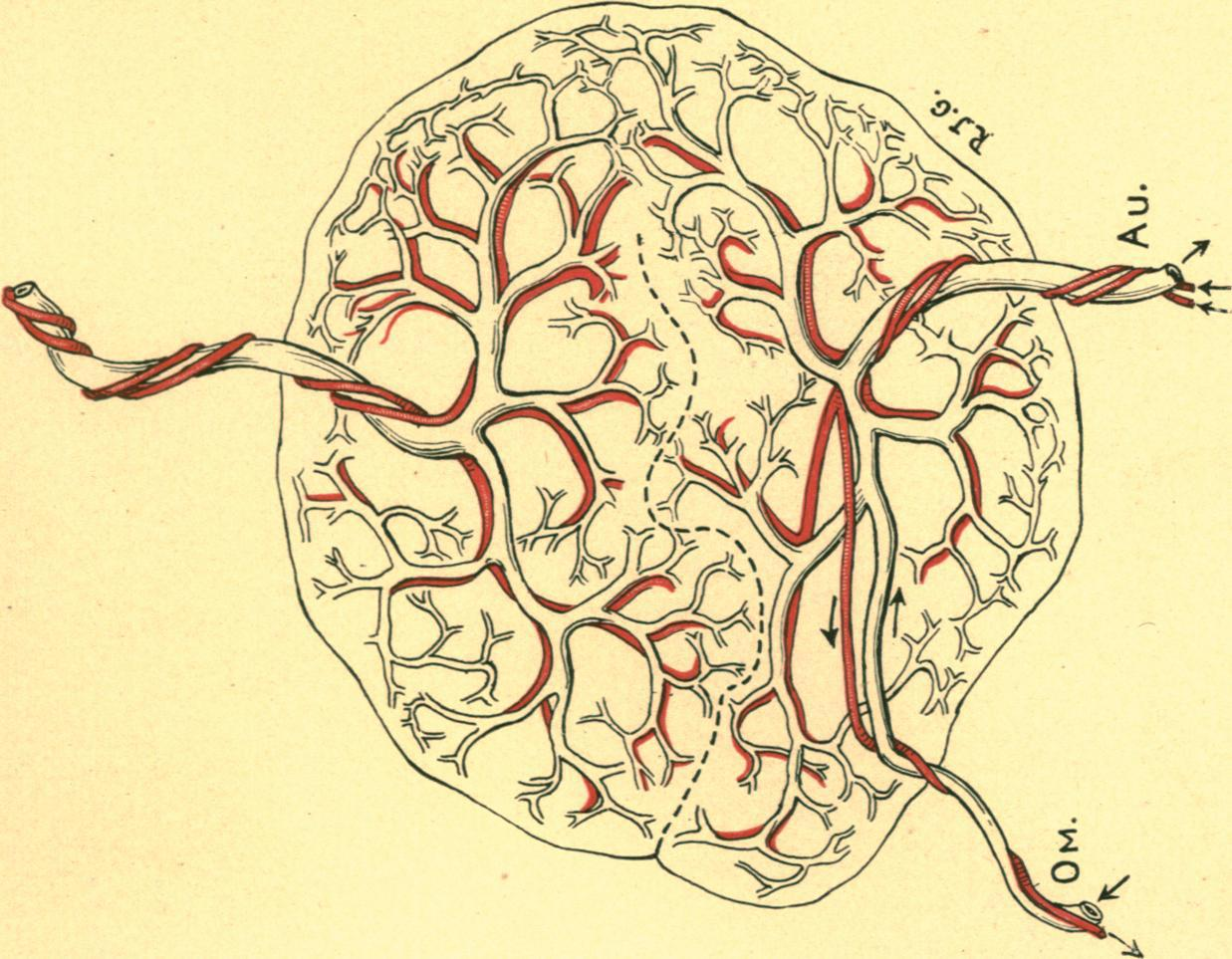
Łożysko ciąży z zespołem TRAP: jedna z tętnic pępowinowych i główna gałąź żyły pępowinowej pępowiny oznaczonej Au. mają połączenie z, odpowiednio, tętnicą pępowinową i żyłą pępowinową pępowiny oznaczonej Om. i należącej do płodu bezsercowego. Tym samym naczynia pępowiny płodu bezsercowego nie mają połączenia z kosmkami łożyska

Zespół odwróconej perfuzji tętniczej jest rzadkim powikłaniem ciąży jednokosmówkowej. Nieprawidłowe krążenie embrionalne i płodowe zaburza rozwój narządów obu płodów. Starsza teoria głosi, że pierwotny defekt dotyczy budowy serca płodu z akardią, a jego przeżycie zależy od wykształcenia krążenia obocznego. Obecnie uważa się raczej, że bliźniak z akardią od początku nie posiada wad, ale odwrócenie przepływu krwi tętniczej powoduje atrofię serca i innych narządów. Wspólnym zaburzeniem dla różnych typów akardii jest zaburzenie przepływu krwi, w którym odtlenowana krew dopływa tętnicą pępowinową płodu przez jedną tętnicę pępowinową bliźniaka z akardią, i powraca żyłą pępowinową – jest to więc zespół wad o charakterze dysrupcji. Zazwyczaj najsilniejsze wady redukcyjne dotyczą górnych części ciała „bliźniaka biorcy”. „Biorca” może rozwinąć, oprócz zaburzenia wzrostu, szereg wad, na przykład anencefalię, holoprozencefalię, wady twarzoczaszki, nieobecne lub zniekształcone kończyny, atrezje przewodu pokarmowego i inne.
Drugi płód, „pompujący” lub „dawca”, musi zaopatrywać w krew siebie i swojego bliźniaka przez naczynia tętniczego krążenia obocznego wspólnego łożyska. Zwiększone obciążenie powoduje często zastoinową niewydolność serca i niedotlenienie. W około 10% przypadków rozwijają się u niego wady.
W 33-50% przypadków opisywano nieprawidłowości kariotypu u jednego z bliźniaków, w większości przypadków bezsercowego, takie jak: 
- 45,XX,t(4;21)del(4p)
- 46,X,i(Xp)[19]
- 47,XX,+2[20][21]
- 47,XX,+11[22]
- 47,XY,+G
- 47,XY,+C[23]
- 47,XXY
- 69,XXX[24]
- 70,XXX,+15
- 94,XXXXYY[25].

Istnieją pojedyncze doniesienia o akardii u dzieci matek przyjmujących leki przeciwpadaczkowe w ciąży: primidon i okskarbazepinę.

Schemat przedstawiający mechanizm patofizjologiczny zespołu odwróconej perfuzji tętniczej. Według Van Allena i wsp. (1983)

## Zespół odwróconej perfuzji tętniczej u zwierząt
Opisywano przypadki zespołu u innych ssaków, na przykład makaków jawajskich i bydła.

## Klasyfikacja
W zależności od budowy serca bliźniaka bezsercowego:
- hemiacardius (niekompletnie wykształcone serce)
- holoacardius (całkowicie nieobecne serce)

W zależności od innych cech budowy ciała bliźniaka bezsercowego:
- acardius amorphous (anideus): najmniej zróżnicowana postać, nie przypomina istoty ludzkiej, obecne jedynie kości, chrząstki, mięśnie, tkanka tłuszczowa, naczynia i podścielisko. Około 20% przypadków[6]
- acardius myelacephalus: przypomina acardius amorphus, ale zaznacza się szczątkowy rozwój jednej z kończyn lub więcej, szczątkowa tkanka nerwowa.
- acardius acephalus: najczęstszy typ (60-75%)[3][6], nie ma głowy, częściowo obecne klatka piersiowa i górne kończyny, może mieć wady pozostałych narządów
- acardius anceps (paracephalus): częściowo obecna głowa, klatka piersiowa, narządy jamy brzusznej, kończyny, nie posiada nawet szczątkowego serca
- acardius acormus: najrzadszy typ[3], nie ma klatki piersiowej, obecna jedynie szczątkowa głowa, sznur pępowinowy łączy bezpośrednio szczątkową głowę w części szyjnej z łożyskiem.

## Objawy i przebieg
Na obraz kliniczny zespołu składają się:
- komplikacje okołoporodowe:
  - zastoinowa niewydolność serca płodu „pompującego”
  - zgon in utero płodu „pompującego”
  - wielowodzie
  - poród przedwczesny, wcześniactwo
  - przedwczesne pęknięcie pęcherza płodowego
  - niedokrwistość
  - dystocja tkanek miękkich
  - krwotok poporodowy
  - statystycznie częstsze wskazania do cięcia cesarskiego (do 50%[3])
- wady płodu bezsercowego:
  - ciężkie wady redukcyjne, zwłaszcza górnej części ciała; acefalia
  - obrzęk tkanek podskórnych
  - atrofia narządów wewnętrznych
  - brak lub szczątkowe struktury serca – objaw kluczowy dla rozpoznania
    - pseudocardia: szczątkowe struktury serca
      - niezagięta pierwotna cewa sercowa
      - zagięta cewa sercowa

    - holoacardia: całkowity brak mięśnia sercowego

  - zaburzenia wzrostu
  - wady sklepienia czaszki: akrania, częściowa lub całkowita
- wady ośrodkowego układu nerwowego:
  - anencefalia
  - martwica mózgowia
  - holoprozencefalia
- wady twarzoczaszki:
  - brak struktur twarzy
  - anoftalmia lub mikroftalmia
  - rozszczepy wargi i (lub) podniebienia
- wady kończyn:
  - brak kończyn
  - szczątkowe kończyny
  - aplazja kości promieniowej
  - syndaktylia lub oligodaktylia
- wady klatki piersiowej
  - brak klatki piersiowej
  - przepuklina przeponowa
- wady układu oddechowego:
  - brak płuc
  - martwica płuc lub hipoplazja płuc
  - zaburzenia segmentacji płuca
- wady przewodu pokarmowego:
  - atrezja przełyku
  - atrezja jelita cienkiego
  - przerwanie jelita
  - przepuklina pępowinowa
  - malrotacja jelita
  - atrezja odbytu
  - wodobrzusze
- wady wątroby:
  - hipoplazja
  - całkowita atrofia
- wady nerek:
  - obustronny brak nerek
  - hipoplastyczne lub segmentowane nerki
- wady innych narządów wewnętrznych:
  - nieobecny pęcherzyk żółciowy
  - asplenia
  - brak lub atrofia trzustki
  - brak nadnerczy
  - brak lub hipoplazja gonad
  - wynicowanie kloaki
  - obrzęk śluzowaty skóry
- dwa naczynia zamiast trzech w sznurze pępowinowym
- nieprawidłowości u niemowlęcia „pompującego”:
  - obrzęk uogólniony
  - wewnątrzmaciczne zahamowanie wzrostu
  - wodobrzusze
  - płyn w jamie opłucnej
  - przerost prawej komory
  - hepatosplenomegalia
  - ciężka niewydolność serca, wysięk w jamie osierdzia, niedomykalność zastawki trójdzielnej
  - martwe urodzenia
  - śmierć w okresie noworodkowym (50-procentowa śmiertelność bez interwencji[3]).

## Rozpoznanie
Rozpoznanie stawiane jest najczęściej na podstawie położniczego badania ultrasonograficznego. W USG płód bezsercowy może wyglądać jak masa guza lub płód obumarły wewnątrzmacicznie. Akardia jest zawsze podejrzewana w przypadku, gdy płód uznany wcześniej za martwy wydaje się poruszać lub rosnąć lub gdy stwierdza się przepływ krwi w sznurze pępowinowym. 
Przykładowe kryteria ultrrasonograficzne rozpoznania zespołu TRAP to:
- akinezja płodu
- brak akcji serca płodu
- mimo powyższych, wzrost płodu stwierdzony w kolejnych badaniach USG
- przyrost tkanek miękkich
- przerost górnej części tułowia płodu
- prawidłowy rozwój dolnej części płodu.

Potwierdzeniem rozpoznania jest obraz kliniczny i zdjęcie rentgenowskie (tzw. babygram) po urodzeniu. Rzadko badanie USG nie pozwala na wykrycie akardii i rozpoznanie stawiane jest przy porodzie albo dopiero w badaniu autopsyjnym.

## Postępowanie
Ponieważ śmiertelność bliźniaka bezsercowego wynosi zawsze 100%, postępowanie ma na celu uratowanie bliźniaka „pompującego”. Polega ono na mechanicznym oddzieleniu układów krążenia bliźniąt. Jednym ze sposobów jest rozwiązanie ciąży przez cięcie cesarskie, innym zamknięcie połączenia między płodami przez endoskopowe podwiązanie naczyń, przez wprowadzenie do naczynia metalowej spirali (koila), embolizację specjalną substancją albo przez obliterację laserową. Opisywano dobre wyniki po stosowaniu iniekcji 100% etanolu pod kontrolą USG do tętnicy pępowinowej.
Próby leczenia farmakologicznego obejmowały leczenie digoksyną i inhibitorami syntetazy prostaglandyny (indometacyna).